# Centropyge eibli
Centropyge eibli là một loài cá biển thuộc chi Centropyge trong họ Cá bướm gai. Loài cá này được mô tả lần đầu tiên vào năm 1963.

## Từ nguyên
Danh pháp của loài cá này được đặt theo tên của Irenäus Eibl-Eibesfeldt, một nhà dân tộc học, đồng thời cũng là một nhà ngư học bán thời gian người Úc. Ba mẫu vật thuộc loài này đã được Eibl-Eibesfeldt thu thập trong một chuyến thám hiểm Ấn Độ Dương.

## Phạm vi phân bố và môi trường sống
C. eibli có phạm vi phân bố chủ yếu ở Trung và Đông Ấn Độ Dương, trải dài sang một phần Tây Thái Bình Dương. Loài cá này được ghi nhận từ Maldives và Sri Lanka, băng qua biển Andaman (bao gồm quần đảo Andaman và Nicobar) trải dài xuống phía nam đến các đảo phía tây Indonesia, bao gồm cả đảo Giáng Sinh (Úc), giới hạn đến đảo Flores ở phạm vi phía đông. Ở phía nam, C. eibli được ghi nhận tại bãi cạn Rowley và rạn san hô Scott và Seringapatam, xa nhất ở phía nam là rạn san hô Ningaloo (đều thuộc Tây Úc).
C. eibli sống gần các rạn san hô viền bờ và các rạn san hô trong các đầm phá ở độ sâu đến 25 m.

## Mô tả
Chiều dài cơ thể tối đa được ghi nhận ở C. eibli là 15 cm. Cơ thể của C. eibli có màu lục xám nhạt với các dải sọc mảnh màu cam, hơi nâu ở hai bên thân. Vây đuôi và cuống đuôi có màu đen thẫm, viền màu lam ánh kim ở rìa vây đuôi. Viền xanh lam sáng cũng xuất hiện trên vây lưng và vây hậu môn; một dải cận rìa của hai vây này có màu vàng cam. Mắt có vòng viền màu cam.
Số gai ở vây lưng: 14; Số tia vây ở vây lưng: 14–16; Số gai ở vây hậu môn: 3; Số tia vây ở vây hậu môn: 15–17.

## Sinh thái học

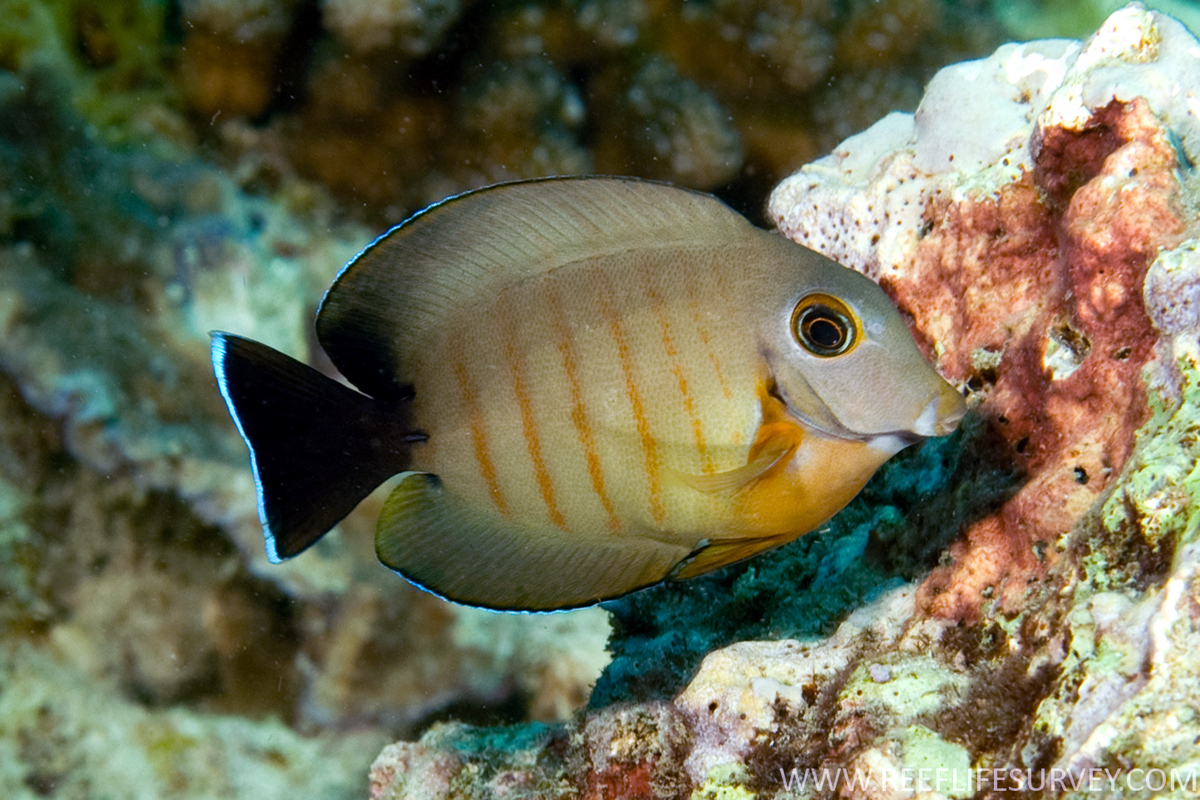
Acanthurus tristis chưa trưởng thành (bắt chước C. eibli)

Thức ăn chủ yếu của C. eibli là các loài tảo sợi. Chúng sống theo từng nhóm, và một con đực đầu đàn thống trị toàn bộ con cá cái trong hậu cung của nó.
C. eibli được ghi nhận là đã tạo ra những cá thể lai với hai loài họ hàng của nó, Centropyge vrolikii và Centropyge flavissima, ở những khu vực mà phạm vi của chúng chồng lấn lên nhau.
- C. vrolikii × C. eibli: được ghi nhận tại vùng biển phía tây Indonesia và tại đảo Giáng Sinh.
- C. flavissima × C. eibli: cũng được ghi nhận tại đảo Giáng Sinh và quần đảo Cocos (Keeling).

Ngoài ra, Acanthurus tristis, một loài trong họ Cá đuôi gai, đã bắt chước màu sắc hoa văn của C. eibli trong suốt giai đoạn còn là cá con đến khi gần trưởng thành. A. tristis có thể dễ dàng phân biệt được dựa vào ngạnh ở cuống đuôi, là điểm đặc trưng của các loài cá đuôi gai.

## Phân loại
C. cocosensis, một loài Centropyge có phạm vi giới hạn ở quần đảo Cocos (Keeling) và đảo Giáng Sinh, nhưng không được DiBattista và các cộng sự công nhận là một loài hợp lệ. C. cocosensis có thể là một loài lai giữa C. flavissima và C. eibli, dựa trên các nghiên cứu về di truyền. C. cocosensis lại tiếp tục lai tạo với nhau, và cả với những loài bố mẹ của chúng, C. flavissima và C. eibli, tạo ra các biến thể màu sắc liên tục ở C. cocosensis.

### Trích dẫn
- J. E. Randall (1993). "Acanthurus tristis, a valid Indian ocean surgeonfish (Perciformes: Acanthuridae)". Nhà xuất bản J.L.B. Smith Institute of Ichthyology. tr. 1–8. {{Chú thích tạp chí}}: Chú thích magazine cần |magazine= (trợ giúp)